# Чемпионат мира по современному пятиборью 2018
Чемпионат мира по современному пятиборью 2018 года прошёл с 6 по 15 сентября в Мехико. Было разыграно 7 комплектов наград (по 3 у мужчин и женщин и 1 в смешанной эстафете).

## Медальный зачёт
| Место          | Страна         | Золото | Серебро | Бронза | Всего |
| -------------- | -------------- | ------ | ------- | ------ | ----- |
| 1              | Франция        | 2      | 2       | 2      | 6     |
| 2              | Беларусь       | 2      | 0       | 0      | 2     |
| 3              | Германия       | 1      | 2       | 1      | 4     |
| 4              | Великобритания | 1      | 1       | 0      | 2     |
| 4              | Венгрия        | 1      | 1       | 0      | 2     |
| 6              | Чехия          | 0      | 1       | 0      | 1     |
| 7              | Украина        | 0      | 0       | 2      | 2     |
| 8              | Болгария       | 0      | 0       | 1      | 1     |
| 8              | Гватемала      | 0      | 0       | 1      | 1     |
| Всего стран: 9 | Всего стран: 9 | 7      | 7       | 7      | 21    |

## Призёры

### Мужчины
| Дисциплины           | Золото                                               | Золото | Серебро                                                | Серебро | Бронза                                                  | Бронза |
| -------------------- | ---------------------------------------------------- | ------ | ------------------------------------------------------ | ------- | ------------------------------------------------------- | ------ |
| Индивидуальный зачёт | Джеймс Кук (GBR)                                     | 1435   | Валентин Праде (FRA)                                   | 1435    | Павел Тимощенко (UKR)                                   | 1429   |
| Командный зачёт      | Франция · Валентин Праде · Валентин Бело · Брис Лубе | 4250   | Великобритания · Джеймс Кук · Майлз Пилледж · Джо Чунг | 4176    | Украина · Павел Тимощенко · Денис Павлюк · Юрий Федечко | 4151   |
| Эстафета             | Великобритания · Оливер Маррей · Майлз Пилледж       | 1493   | Украина · Владислав Рыдванский · Андрей Федечко        | 1489    | Венгрия · Рихард Берецкий · Иштван Малиц                | 1484   |

### Женщины
| Дисциплины           | Золото                                                        | Золото | Серебро                                               | Серебро | Бронза                                               | Бронза |
| -------------------- | ------------------------------------------------------------- | ------ | ----------------------------------------------------- | ------- | ---------------------------------------------------- | ------ |
| Индивидуальный зачёт | Анастасия Прокопенко (BLR)                                    | 1346   | Анника Шлеу (GER)                                     | 1332    | Мари Отейса (FRA)                                    | 1329   |
| Командный зачёт      | Венгрия · Шарольта Ковач · Жофия Фёльдхажи · Тамара Алексеева | 3924   | Франция · Мари Отейса · Джули Беламри · Элоди Клувель | 3918    | Германия · Анника Шлеу · Янин Кольманн · Анна Маттес | 3914   |
| Эстафета             | Беларусь · Анастасия Прокопенко · Ирина Прасянцова            | 1381   | Германия · Роня Штейнборн · Анника Шлеу               | 1364    | Гватемала · София Кабрера · София Эрнандес           | 1353   |

### Смешанные
| Дисциплины | Золото                                    | Золото | Серебро                                | Серебро | Бронза                                 | Бронза |
| ---------- | ----------------------------------------- | ------ | -------------------------------------- | ------- | -------------------------------------- | ------ |
| Эстафета   | Германия · Ребекка Лангрер · Фабиан Либиг | 1452   | Венгрия · Мишел Галиаш · Гергё Брукман | 1427    | Франция · Эмма Рифф · Александр Хенрар | 1416   |